# بيرلينكورت لي كاوروي
بيرلينكورت لي كاوروي (بالفرنسية: Berlencourt-le-Cauroy)‏ هي بلدية تقع في إقليم باد كاليه من منطقة نور با دو كاليه في شمال فرنسا. تبلغ مساحة هذه المدينة 7.48 (كم²)، وترتفع عن سطح البحر 110 م، يبلغ عدد سكانها 289 نسمة حسب إحصاء المعهد الوطني للإحصاء والدراسات الاقتصادية سنة 2009 م. وترأس André Ansquin البلدية خلال فترة (2008-2014).